# 경주 구정동 방형분
경주 구정동 방형분(慶州 九政洞 方形墳)은 대한민국 경상북도 경주시에 위치한 통일신라 시대의 무덤이다. 1963년 1월 21일 대한민국의 사적 제27호로 지정되었다. 민애왕, 경문왕, 경명왕의 왕릉으로 추정된다.

## 개요
경주에서 불국사로 가는 길의 북쪽 구릉 자락에 위치한 통일신라 시대의 무덤이다.
무덤의 형태는 정사각형이고 흙을 덮어 만든 봉분 아래에는 무덤을 보호하는 의미를 갖는 12지신상이 조각된 둘레돌이 배치되어 있다. 둘레돌을 배치하는 것은 삼국 시대 이후부터 내려오는 전통인데, 통일신라 시대 경주 지방의 왕릉에서는 12지신상을 조각한 둘레돌을 흔히 볼 수 있다.
이 방형분은 한 변의 길이가 9.5 m이며,  높이는 2 m이다.
무덤 내부에는 봉분의 남쪽으로 치우쳐 직사각형의 상자형으로 축조된 굴식돌방무덤(횡혈식석실분)이 있다. 시신을 안장한 널방(현실)의 동쪽 벽에는 널길(연도)이 나 있다. 유물로는 금동관장신구·은제띠고리·은제행엽 등이 출토되었다.
둘레돌의 배치· 돌널(석관)의 사용·12지신상의 조각 수법 양식으로 미루어 통일신라 말기의 최고 귀족층의 무덤으로 생각된다. 신라 시대의 무덤 중 유일한 네모무덤으로, 그 계통을 알 수 없으나 고려 전기에 나타나는 둘레돌을 갖춘 네모무덤의 선구적 모습으로 평가된다.